# San Vincenzo
San Vincenzo ist eine italienische Gemeinde mit 6415 Einwohnern (Stand 31. Dezember 2023) an der Küste der Toskana in der Provinz Livorno.

## Geografie
Der Ort gehört zum Corniatal (Val di Cornia), obwohl er selbst nicht an dem Fluss Cornia liegt. Zu den Ortsteilen gehört San Carlo.
Die Nachbargemeinden sind Campiglia Marittima, Castagneto Carducci, Piombino und Suvereto.

## Tourismus
- San Vincenzo ist ein beliebter Badeort an der Tyrrhenischen Küste.
- Zudem startet im Februar das Radrennen GP Costa degli Etruschi in San Vincenzo.

## Auszeichnungen
Die Stadt ist Mitglied der Cittàslow, einer 1999 in Italien gegründeten Bewegung zur Entschleunigung und Erhöhung der Lebensqualität in Städten. San Vincenzo verfügt entsprechend über eine Fußgängerzone. Am 7. Juni 2007 wurde der Yachthafen erweitert.

## Partnerstädte
- Pfarrkirchen, Deutschland
- Saint-Maximin-la-Sainte-Baume, Frankreich

## Söhne und Töchter der Stadt
- Walter Mazzarri (* 1961), Fußballspieler und -trainer